# Distretto di Hušaat
Il distretto di Hušaat è uno dei sedici distretti (sum) in cui è suddivisa la provincia del Sėlėngė, in Mongolia. Conta una popolazione di 1.585 abitanti (censimento 2008). 